# David Turner (Ruderer)
David Lindsay „Dave“ Turner  (* 23. September 1923 in Oakland, Kalifornien, Vereinigte Staaten; † 26. Juni 2015 in Jacksonville, Florida) war ein US-amerikanischer Ruderer und Olympiasieger.

## Leben
David Turner ruderte für die University of California, Berkeley. Er gewann mit dem US-Team als 25-Jähriger bei den Olympischen Sommerspielen 1948 in Helsinki die Goldmedaille im Rudern (Achter). Sein Bruder Ian ruderte ebenfalls im selben Team. Später wurde er Leutnant und Pilot der United States Navy, wo er im Koreakrieg und Vietnamkrieg eingesetzt wurde und 1969 als Lieutenant Commander in den Ruhestand ging. Danach war er als ziviler Hurrikanpilot bei der National Oceanic and Atmospheric Administration tätig und verzeichnete die meisten Flüge eines Piloten in das Auge eines Hurrikans, bis er 1993 diese Tätigkeit aufgab.